# Volo Thai Airways 231
Il volo Thai Airways 231 era un volo passeggeri di linea schiantatosi il 27 aprile 1980. L'Hawker Siddeley HS 748 che operava il volo, codice di registrazione HS-THB, andò in stallo schiantandosi a terra dopo essere entrato in un temporale durante l'avvicinamento a Bangkok. L'incidente uccise 44 dei 53 passeggeri e membri dell'equipaggio a bordo.

## L'aereo
L'aereo era un Hawker-Siddeley HS 748 costruito nel 1964. L'aereo aveva effettuato 12.791 ore di volo al momento dell'incidente.

## L'incidente
Il volo decollò dall'aeroporto di Khon Kaen per l'aeroporto internazionale Don Mueang di Bangkok, in Thailandia. Dopo circa 40 minuti il volo 231 si stava avvicinando all'aeroporto, con l'intenzione di atterrare sulla pista 21R. Entrò in una zona temporalesca, dove imperversava un forte temporale, a 1500 piedi. Circa un minuto dopo essere entrato nella tempesta, una corrente discendente colpì l'Hawker Siddley, facendogli sollevare il muso e mandandolo in stallo.
L'aereo entrò in picchiata, da cui il pilota cercò di uscire e salvare gli occupanti. L'Hawker virò leggermente a destra ed era quasi fuori dalla picchiata quando si schiantò al suolo. Il velivolo scivolò per 510 piedi spezzandosi alle 06:55. L'incidente uccise 44 persone tra passeggeri ed equipaggio; le altre 9 persone a bordo rimasero solo ferite.

## Possibili cause dell'incidente
Le seguenti cause potrebbero aver condotto allo schianto:
- Il radar meteorologico di bordo non è mai stato utilizzato.
- Non c'è stato alcun cambiamento nella frequenza del bollettino meteorologico speciale ATIS, quindi l'equipaggio non ricevette alcuna informazione sulla tempesta.
- I piloti credevano che volare con i vettori radar fosse sicuro e che il controllo del traffico aereo non avrebbe diretto l'aereo in una tempesta.
- I piloti non si resero conto che c'era una seconda tempesta in avvicinamento oltre a quella che avevano osservato.